# سنگسرماهی‌های اطلسی
سنگسرماهی‌های اطلسی (نام علمی: Parapristipoma) نام یک سرده از خانواده سنگسرماهیان است.